# Moebius (serie de televisión)
Moebius es una serie de televisión catalana producida por Televisió de Cataluña y Veranda TV, estrenada el 17 de mayo de 2021. Es un thriller creado por Eduard Cortés y Piti Español que explica la investigación puesta en marcha por una profesora de matemáticas que quiere averiguar las circunstancias de la muerte de un alumno suyo. Tiene una sola temporada de 10 episodios.

## Argumento
En la Farga, un pueblo de Cataluña, ha muerto Àlex, un estudiante de primero de Bachillerato. La profesora de matemáticas, Mamen Salvat, no acepta la versión oficial de los hechos y empieza una investigación por su cuenta.

## Reparto

### Reparto principal
- Aida Oset - Mamen Salvat
- Sònia Ninyerola - Leire Macià Torres
- Manel Llunell - Natxo Segarra

con la colaboración especial de
- Victòria Pagès - Lina Ayala
- Lluís Villanueva - Manel Chaparral
- Roger Casamajor - Albert Compte
- Bea Segura - Marina Dinarès
- Andrew Tarbet - Robert Stockley

### Reparto secundario
- Ivan Benet - Narcís Torres
- Lluís Marco - Ventura Torres
- Daniela Feixas - Ruth Torres
- Montse Morillo - Júlia Segarra
- Albert Triola - Pere Macià
- Judit Farrés - Sònia

### Reparto recurrente
- José García Ruiz - Ricard
- Valeria Sorolla - Alba Planes
- Candela May - Iris Monegal
- Marc Aguilar - Samuel Dorca
- Jordi Garreta- Rai Torres
- Nerea Royo - Andrea Pons
- Marc Soler - Guillem Font
- Marc Pineda - Àlex Garriga Ayala

## Lista de episodios
| N.º | Título        | Dirigido por  | Escrito por                  | Fecha de emisión original | Audiencia (millones) |
| --- | ------------- | ------------- | ---------------------------- | ------------------------- | -------------------- |
| 1   | «L'skate»     | Eduard Cortés | Eduard Cortés y Piti Español | 17 de mayo de 2021        | 0.48                 |
| 2   | «L'arbre»     | Eduard Cortés | Eduard Cortés y Piti Español | 17 de mayo de 2021        | 0.44                 |
| 3   | «La taquilla» | Patricia Font | Eduard Cortés y Piti Español | 24 de mayo de 2021        | 0.41                 |
| 4   | «El mòbil»    | Patricia Font | Eduard Cortés y Piti Español | 31 de mayo de 2021        | —                    |
| 5   | «El vídeo»    | Patricia Font | Eduard Cortés y Piti Español | 7 de junio de 2021        | 0.36                 |
| 6   | «El túnel»    | Patricia Font | Eduard Cortés y Piti Español | 14 de junio de 2021       | —                    |
| 7   | «L'informe»   | Eduard Cortés | Eduard Cortés y Piti Español | 21 de junio de 2021       | —                    |
| 8   | «La nina»     | Eduard Cortés | Eduard Cortés y Piti Español | 28 de junio de 2021       | —                    |
| 9   | «El xivato»   | Eduard Cortés | Eduard Cortés y Piti Español | 5 de julio de 2021        | —                    |
| 10  | «El passat»   | Eduard Cortés | Eduard Cortés y Piti Español | 12 de julio de 2021       | —                    |